# Parque de Bagatelle

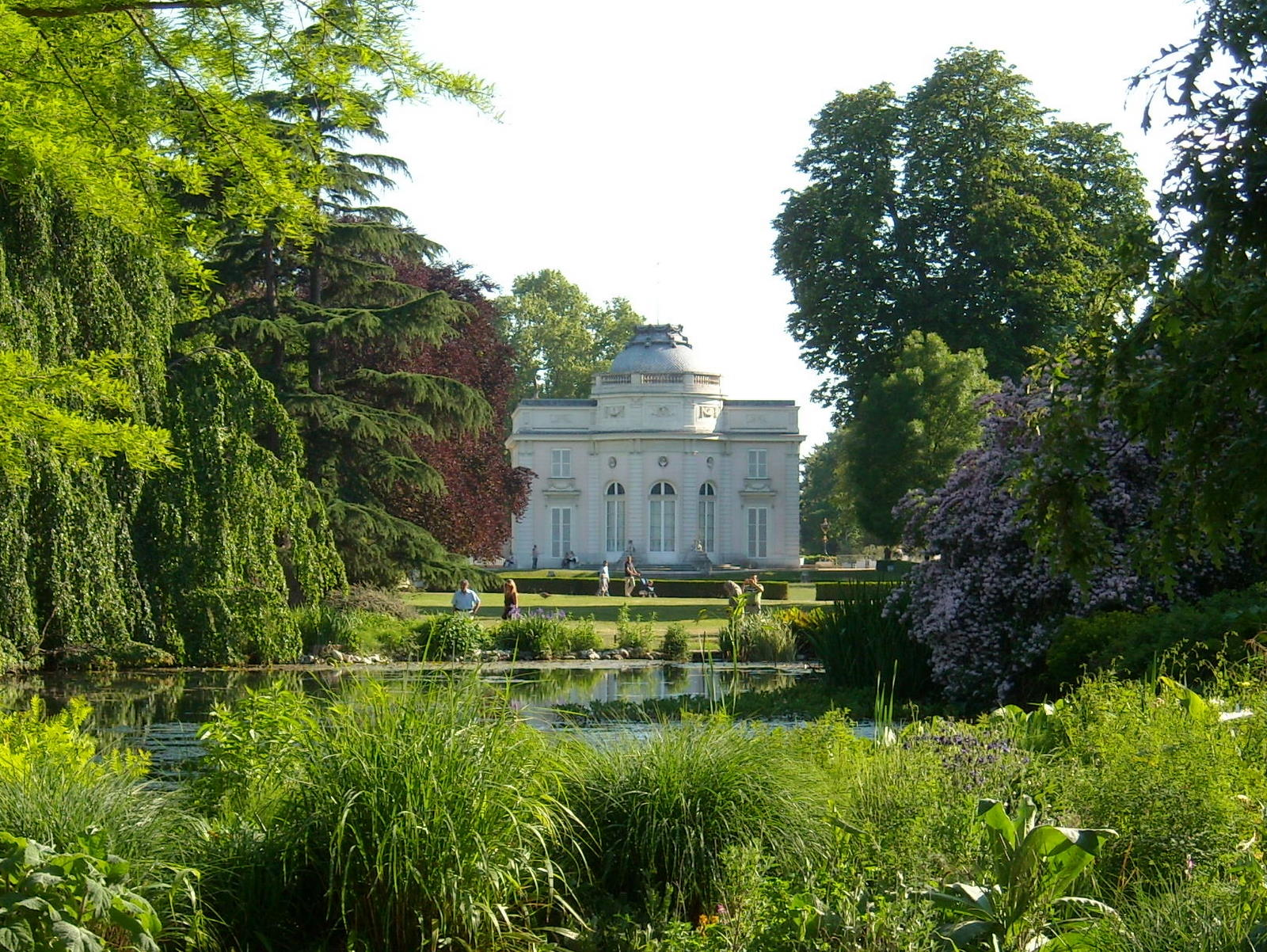
O castelo do parque de Bagatelle.

O parque de Bagatelle situa-se no Bosque de Bolonha, em Paris.  Possui um campo de jogos nas proximidades que serviu de palco para diversas experiências de aviação de Alberto Santos Dumont em 1906. O lugar possui um monumento que faz menção a essas experiências.

## Histórico
O parque de Bagatelle teve origem, quando em 1716 a área foi doada pelo Rei à Louis-Paul Bellanger, que por sua vez o repassou ao Duque de Estrées, marechal da França em 1720, que depois de executar obras e melhorias que lhe custaram uma "bagatela", o presenteou à sua esposa. Sendo a área apelidada de Bagatelle desde então.
Depois disso, a área passou por vários proprietários e reformas, vindo a ser vendida para o inglês Lord Richard Seymour-Conway, Marquês de Hertford em 1835. Passou para outro inglês, Sir Richard Wallace em 1870 que efetou novas reformas, e depois do falecimento deste em 1890, passou finalmente ao controle da cidade de Paris em 1905.

## Galeria

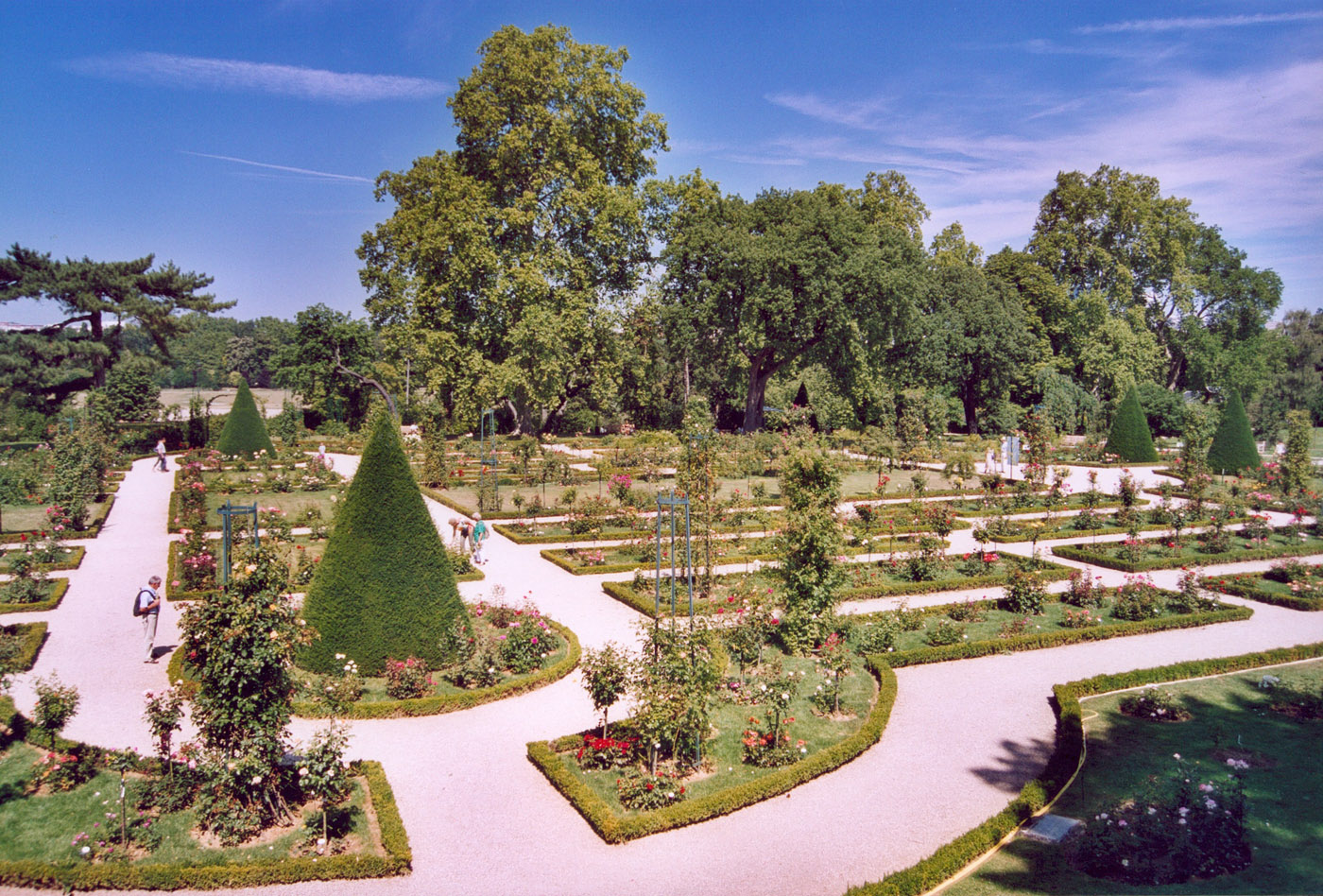
Roseira do parque de Bagatelle
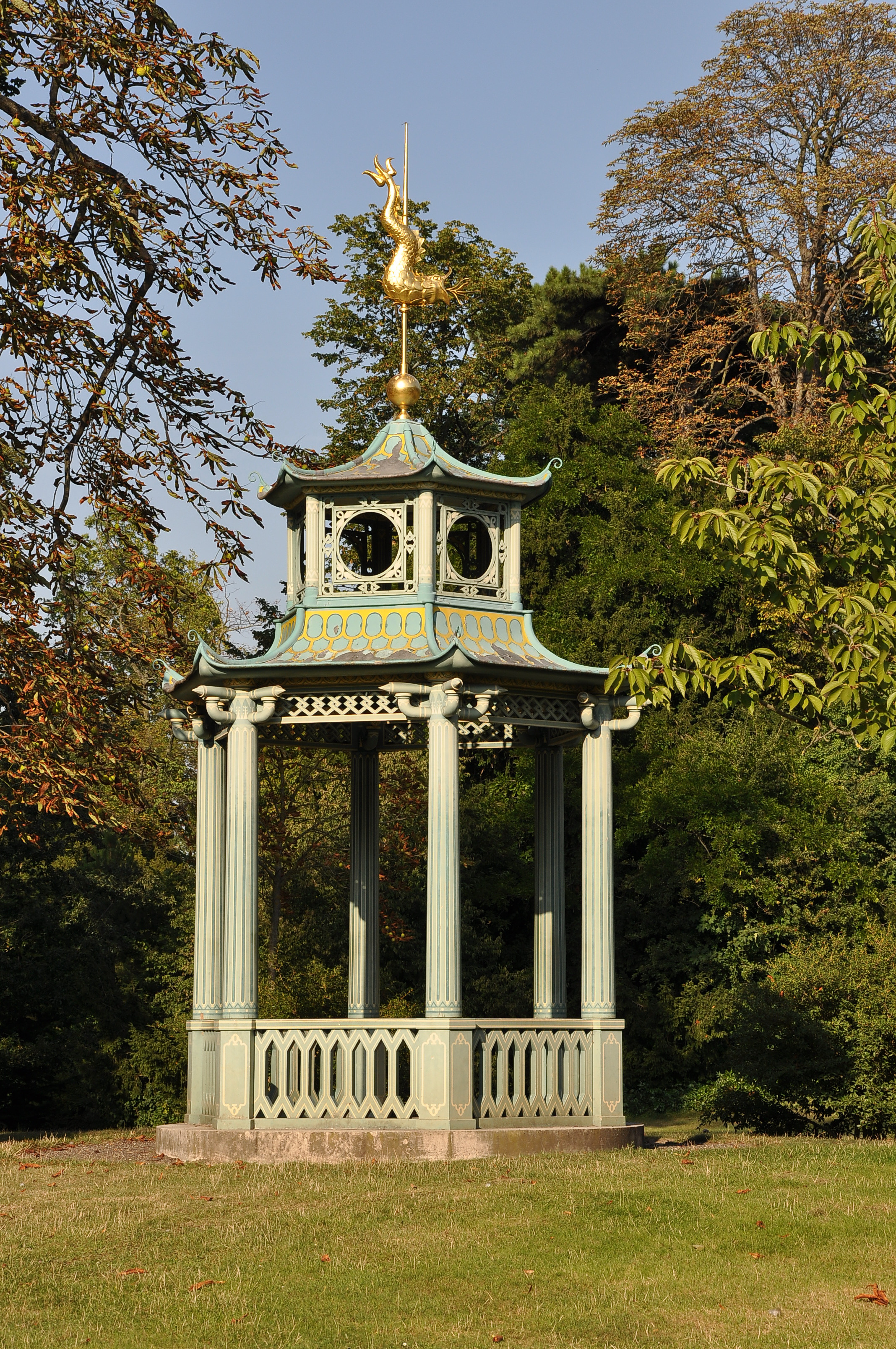
Um pagode
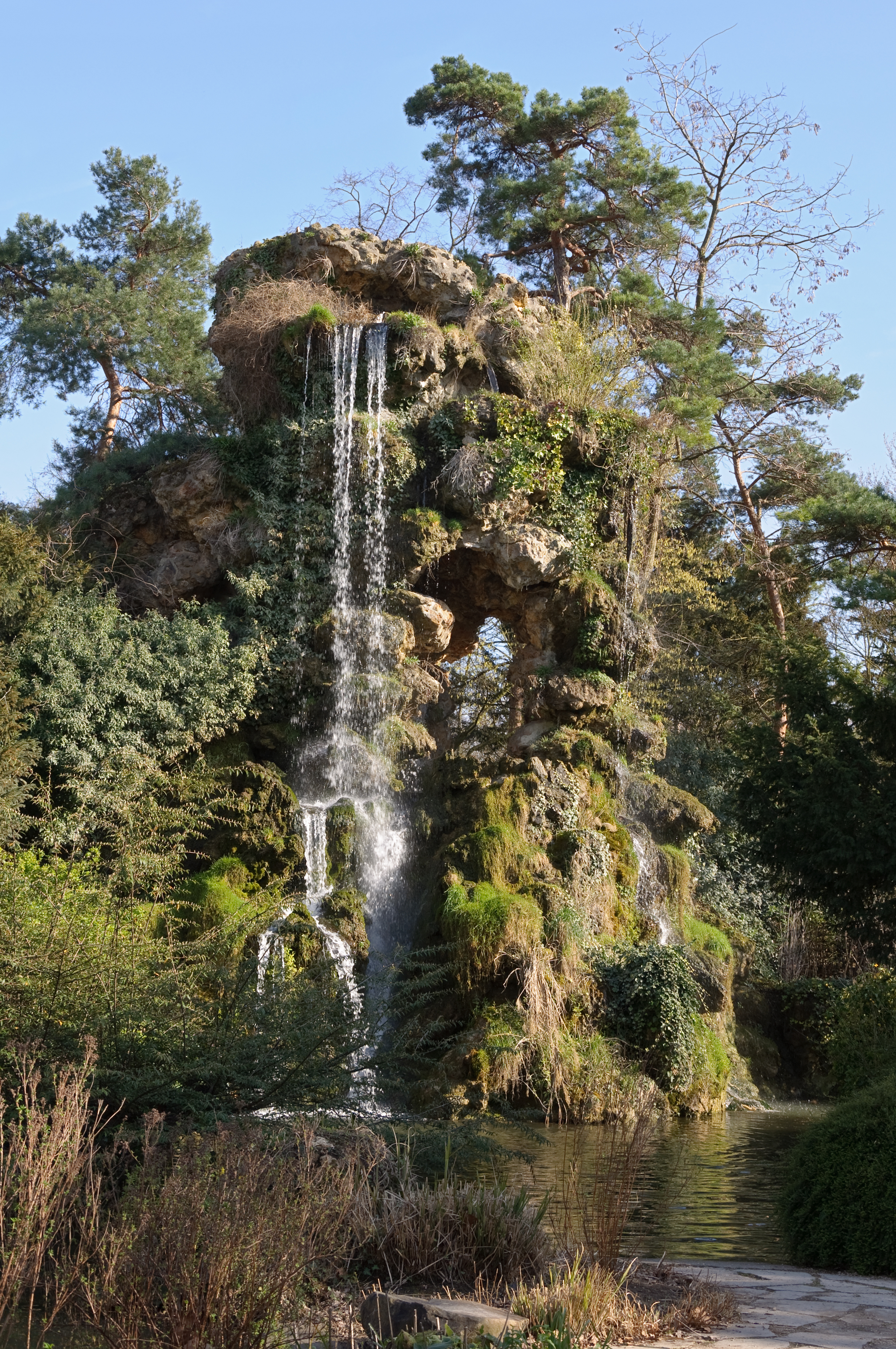
A cascata
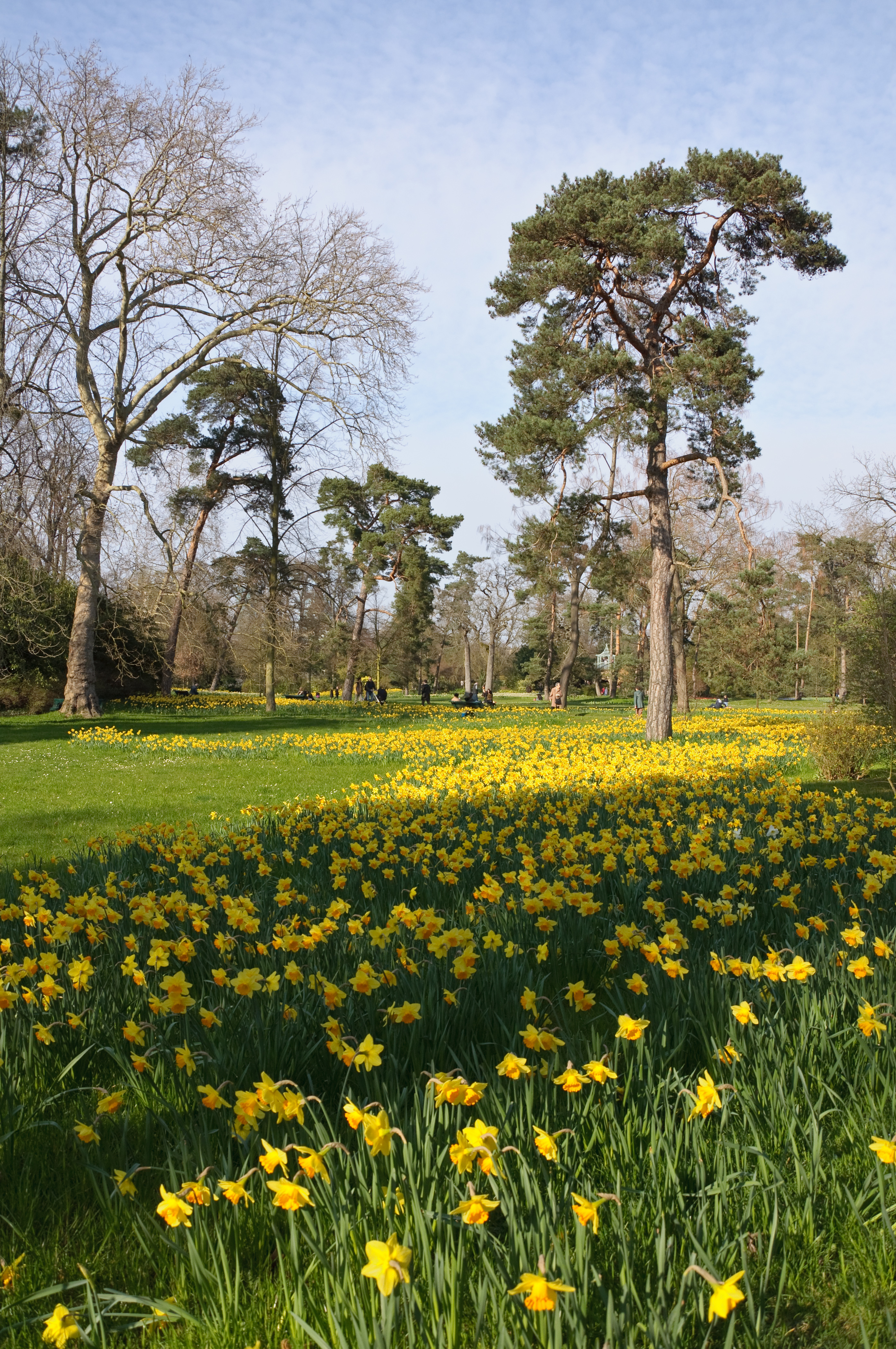
Primavera no parque de Bagatelle
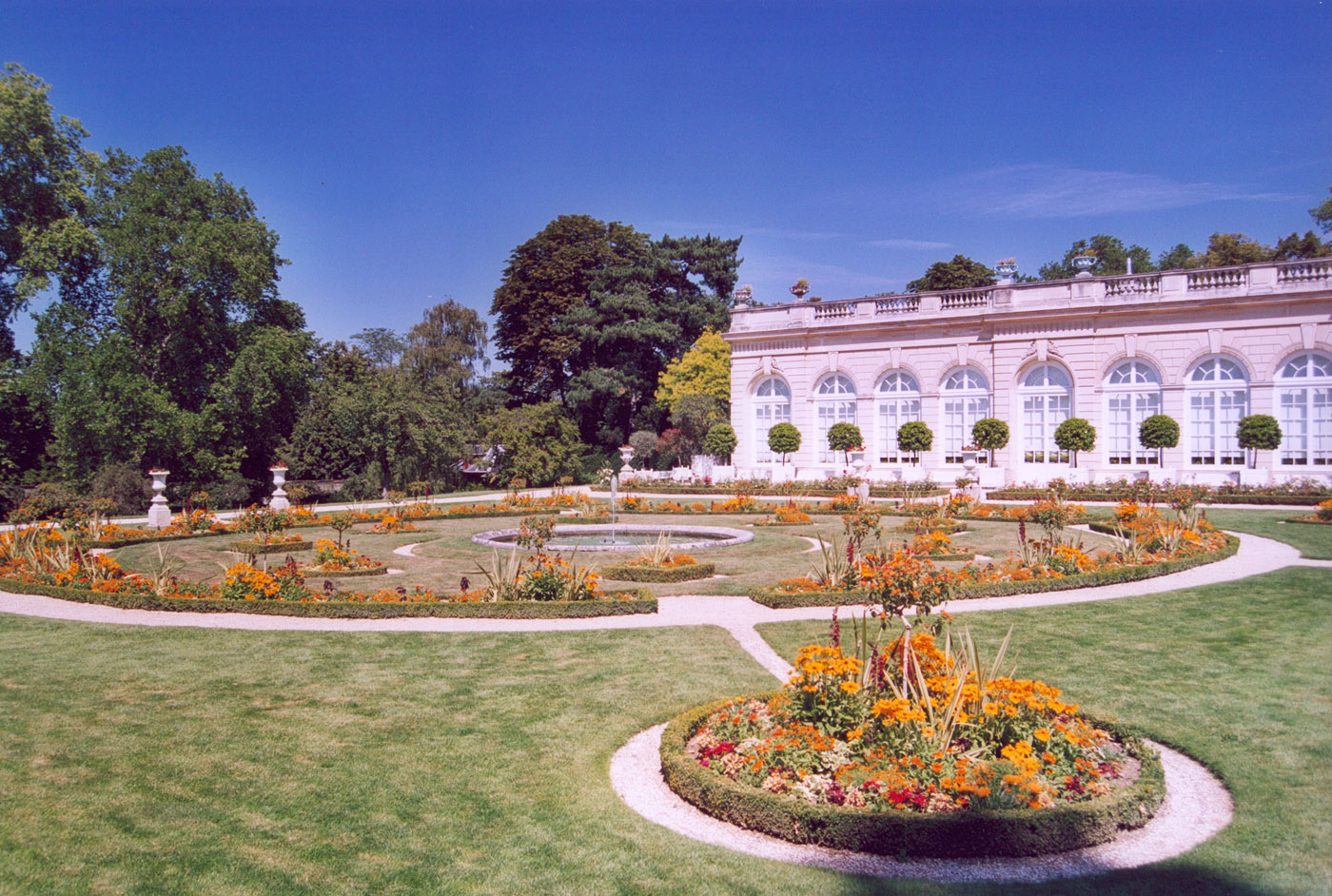
O parque de Bagatelle
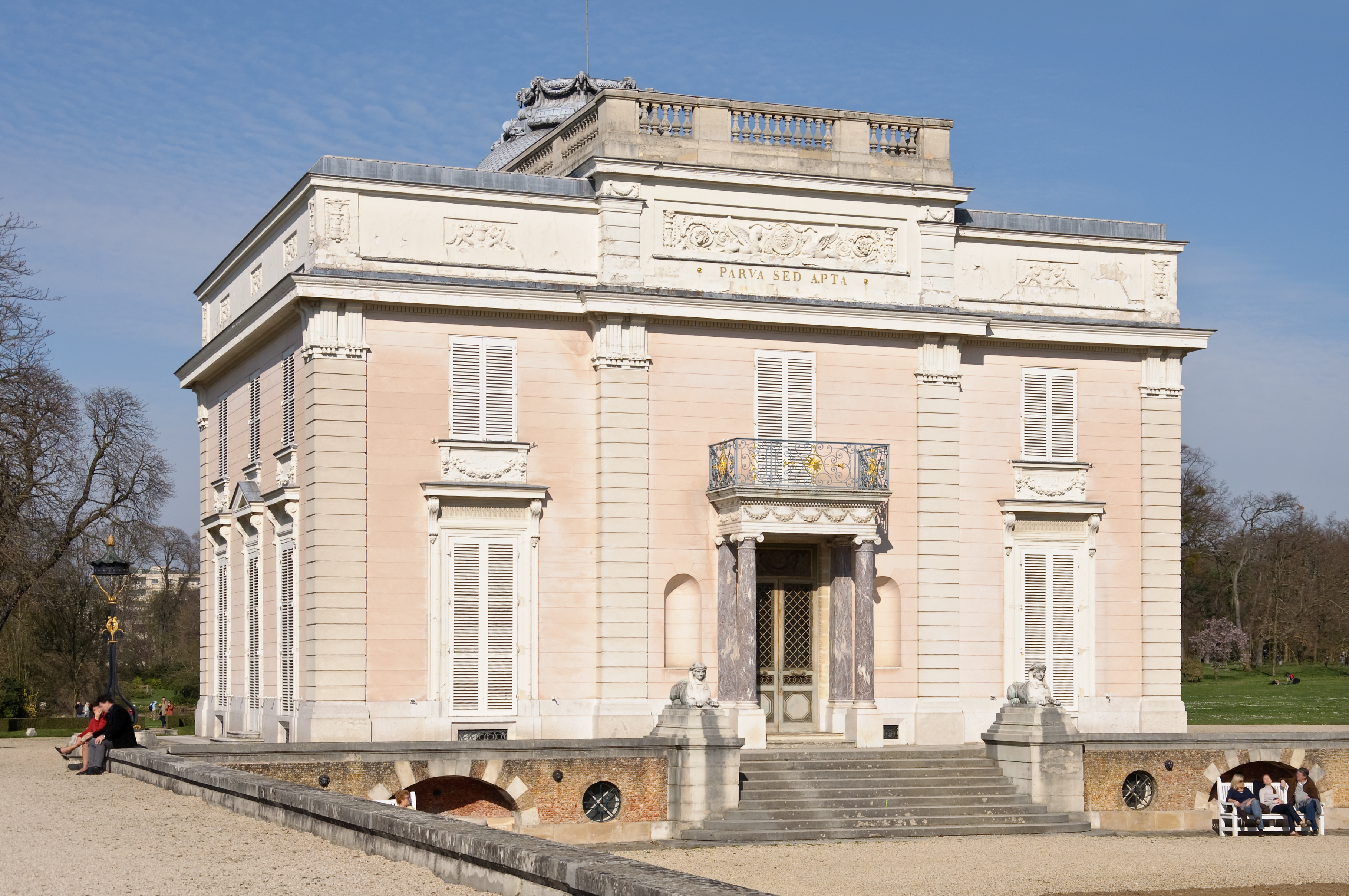
Entrada do castelo de Bagatelle